# 威氏 (美國公司)

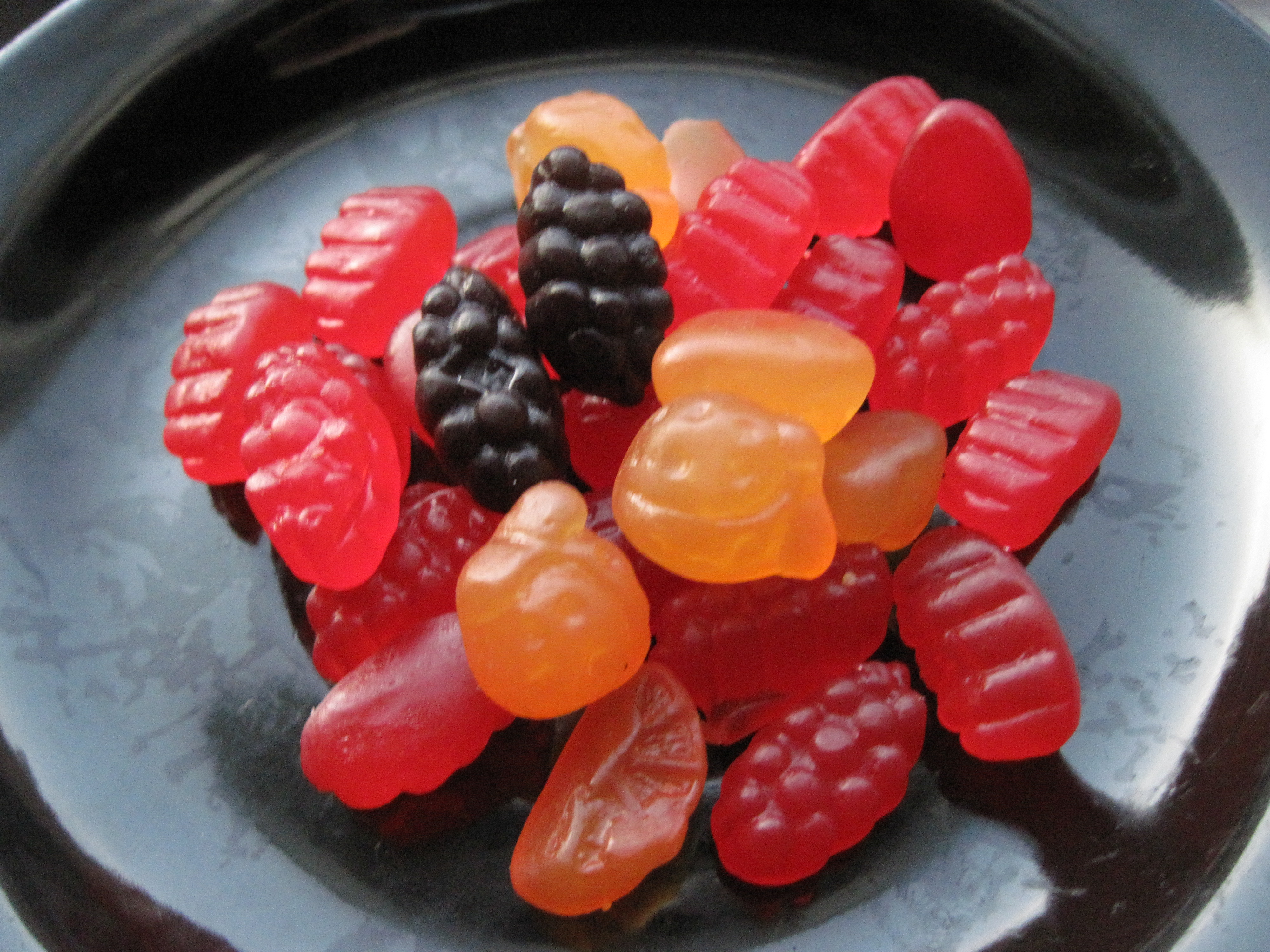
威氏的水果零食

威氏食品公司（Welch Foods Inc.，俗称Welch's），是一家美国公司，总部位于马萨诸塞州康科德。自1956年以来，它一直归国家葡萄合作社协会（National Grape Cooperative Association）所有，该协会是葡萄种植者的農業合作社。  威氏以其由深色康科德葡萄及其白色尼亚加拉葡萄制成的葡萄汁、果酱和果冻而闻名。该公司还生产和销售一系列其他产品，包括冷冻果汁、冷冻和耐储存浓缩物、有机葡萄汁、水果零食和果乾。自1974年以来，威氏还获得了一系列葡萄味软性饮料的授权。其葡萄和草莓汽水口味目前已授权予Global Beverage Corporation。  